# Ciechanowiec
Ciechanowiec (udtale: [t͡ɕɛxaˈnɔvʲɛt͡s]; yiddish: טשעכֿאַנאָװיץ)  er en by  i den sydlige del af voivodskabet Podlaskie i det nordøstlige Polen,  med   4.500(2021)  indbyggere og et areal på 	26,01  km².  Den  er en del af  powiatet (amt) Wysokie Mazowieckie.

## Geografi
Ciechanowiec ligger i det østlige Polen omkring 130 km nordøst fra Warszawa og omkring 80 km vest for Białowieża-skoven (nationalpark) i et landskab i dalen til floderne Bug og Nurzec;  Nurzec deler byen i to dele.

## Historie
Fra det 5. århundrede f.Kr. og frem til det 10. århundrede boede jotvingere, en baltisk stamme tæt på litauerne, i områderne omkring Ciechanowiec. Fra det 13.-14. århundrede indtil 1513 tilhørte landene Trakai Voivodeskab i Storhertugdømmet Litauen. Derefter var de en del af Podlaskie Voivodeship fra 1513 til 1795 (1513–1569 som en del af Litauen og 1569–1795 som en del af  Kongeriget Polen i Den polsk-litauiske realunion).
I 1429 gav storhertugen af Litauen Vytautas den Store Ciechanowiec bosættelsen Magdeburg-rettigheder og dets våbenskjold. I det 16. århundrede tilhørte byen Kiszka-familien. I midten af det 16. århundrede byggede kastellan af Trakai, Piotr Kiszka et slot på højre bred af floden Nurzec, nordøst for byen. Mellem 1617-1642 beordrede Mikołaj Kiszka at bygge tunge forsvarsmure omkring fæstningen, men snart brændte slottet ned under den svenske Karl 10. Gustavs polske krig, og de overlevende bygninger med den nybyggede bolig for Ossoliński-familien blev senere sprængt i luften og ødelagt af den kejserlige russiske hær under 1.verdenskrig (1915). Den dag i dag eksisterer kun fundamentet og voldgraven.